# Paul Valadier
Pour les articles homonymes, voir Valadier.
Paul Valadier, né le 13 janvier 1933 à Saint-Étienne, est un prêtre jésuite et un philosophe français, spécialiste de Friedrich Nietzsche et de la philosophie politique. Il est docteur en théologie et en philosophie.

## Biographie
Professeur au Centre Sèvres à Paris (Facultés jésuites de Paris), il a été rédacteur en chef de la revue Études, puis directeur des Archives de philosophie.

### Apports théoriques
Il a profondément renouvelé l'interprétation de la philosophie de Nietzsche, en montrant que celle-ci ne pouvait pas se comprendre sans un certain nombre de débats théologiques, que certains interprètes avaient sciemment ou non ignorés (à commencer par Gilles Deleuze). Il se démarque également de son directeur de thèse Paul Ricœur, qui classait Nietzsche parmi les "philosophes du soupçon", alors que, selon Valadier, citant le §276 du Gai Savoir, cette posture de soupçon n'est que seconde et dérivée d'une volonté affirmative.
Son enseignement de la morale est particulièrement influencé par le Concile Vatican II, qui reconnaît la dignité de la conscience morale (Gaudium et Spes, §16) . Dans Inévitable morale (1990) et Éloge de la conscience (1994), Paul Valadier a montré combien la notion de « conscience éclairée » est ancrée dans la tradition chrétienne, depuis l'apôtre Paul et les trois premiers évangélistes.

### Éviction de la revueÉtudes
En 1989 Paul Valadier, alors rédacteur en chef de la revue Études, est contraint à la démission par le supérieur provincial, sous la pression du cardinal Lustiger, qui entretenait une divergence de fond avec la revue depuis de longues années. Paul Valadier est alors remplacé par Jean-Yves Calvez, mais l'ingérence de l'archevêque de Paris laisse une blessure profonde au sein de la revue et suscite un émoi collectif chez les intellectuels catholiques.

## Publications
- Nietzsche et la critique du christianisme, Cerf, coll. « Cogitatio fidei », Paris, 1974, 614 p.
- Essai sur la modernité : Nietzsche et Marx, Ed. Cerf et Desclée, Paris, 1974, 130 p.
- Un christianisme au présent, Ed. Cerf et Desclée, Paris, 1977, 120 p.
- Des repères pour agir, Desclée de Brouwer-Bellarmin, Paris, 1977, 107 p.
- Jésus-Christ ou Dionysos, La foi chrétienne en confrontation avec Nietzsche, Desclée, Paris, 1979, 240 p.
- Agir en politique, Cerf, coll. « Recherches morales », Paris, 1980, 189 p.
- L'Église en procès, Calmann-Lévy, et Flammarion, coll. « Champs », Paris, 1989, 241 p.
- Nietzsche, l'Athée de rigueur, Desclée de Brouwer, Paris, 1989, 157 p.
- Inévitable morale, Seuil, coll. « Esprit », Paris, 1990, 228 p.
- Lettres à un chrétien impatient, La Découverte, Paris, 1991, 230 p.
- Éloge de la conscience, Seuil, coll. « Esprit », Paris, 1994, 266 p.
- Machiavel et la Fragilité du politique, Seuil, coll. « Points essais », Paris, 1996, 118 p.
- L'Anarchie des valeurs : le relativisme est-il fatal ?, Albin Michel, Paris, 1997, 2018, 219 p.
- La foi dans le temps du risque (collaboration sous la direction de Adolphe Gesché et Paul Scolas), cerf, Paris, 1997, 180 p.
- Nietzsche : cruauté et noblesse de droit, Michalon, coll. « Le bien commun » Paris, 1998, 123 p.
- Un christianisme d'avenir, Pour une nouvelle alliance entre raison et foi, Seuil, Paris, 1999, 228 p.
- L'Église en procès, Flammarion, coll. « Champs » no 199, Paris, 1999.
- Nietzsche l'intempestif, Beauchesne, coll. « Le grenier à sel », Paris, 2000, 100 p.
- Chrétiens, tournez la page (ouvrage collectif), Paris, Bayard, 2002, 139 p.
- Morale en désordre. Un plaidoyer pour l'homme, Le Seuil, Paris, 2002, 212 p.
- La condition chrétienne. Du monde sans en être, Le Seuil, Paris, 2003, 240 p. (en voir la présentation)
- Jésus-Christ ou Dionysos (réédition), Desclée, Paris, 2004, 240 p.
- Le temps des conformismes. Journal de l'année 2004, Le Seuil, Paris, 2005, 379 p.
- Un philosophe peut-il croire ?, Editions Cécile Defaut, Paris, 2005, 89 p. (en voir la présentation)
- Détresse du politique, force du religieux, Le Seuil, Paris , 2007
- Maritain à contre-temps, Politique et valeur, Desclée de Brouwer, Paris, 2007, 128 p.
- La morale sort de l'ombre, Desclée de Brouwer, Paris, 2008, 394 p.
- Du spirituel en politique, Collection Christus, Bayard, Paris, 2008, 125 p.
- La part des choses. Compromis et intransigeance, Lethielleux DDB, Paris, 2010, 212p.
- L'exception humaine, Cerf, Paris, 2011, 151 p.
- Monothéisme et violence, en coécriture avec Soheib Bencheikh, Walter Lesch et David Meyer, Collection trajectoire, no 24, Lumen Vitae, Bruxelles, 2012,  (ISBN 978-2-87324-450-7)
- Rigorisme contre liberté morale. ‘Les Provinciales’ : actualité d’une polémique antijésuite, Bruxelles : Lessius, 2013.
- L'intelligence de croire, Salvator, Paris, 2014.
- Lueurs dans l'histoire, Revisiter l'idée de Providence, Salvator, Paris, 2017.
- Le débat permanent, Salvator, Paris, 2019.
- Éloge de la religion, Salvator, Paris, 2022.
- Bienheureux sommes-nous d’être minoritaires! , Mame, Paris, 2023